# Chaetodontoplus mesoleucus
Chaetodontoplus mesoleucus е вид бодлоперка от семейство Pomacanthidae. Видът не е застрашен от изчезване.

## Разпространение и местообитание
Разпространен е в Австралия, Виетнам, Индонезия, Камбоджа, Малайзия, Мианмар, Папуа Нова Гвинея, Провинции в КНР, Сингапур, Тайван, Тайланд, Филипини и Япония.
Обитава крайбрежията на океани, морета, лагуни и рифове. Среща се на дълбочина от 1 до 20 m, при температура на водата от 27,1 до 28,9 °C и соленост 32,3 – 34,5 ‰.

## Описание
На дължина достигат до 18 cm.
Популацията на вида е стабилна.